# ショナ・タッカー
ショナ・タッカー（Shonna Tucker、1978年2月27日 - ）は、マッスルショールズに近いキレン出身のアメリカ合衆国のシンガーソングライター、ベーシスト。元夫はかつてドライヴ・バイ・トラッカーズで同じメンバーだったジェイソン・イズベル。

## 概要
タッカーはアラバマ州キレンで育ち、12歳の時に父親から最初のベースをプレゼントされた。タッカーは自身の音楽教育について、「ほとんどクリーデンス・クリアウォーター・リバイバルのテープと一緒に演奏していた」と述べている。現在はアセンズを拠点とするバンド"Eye Candy"に在籍中。